# Фракийские походы Филиппа II
Фракийские походы 356—340 до н. э. — военные кампании Филиппа II Македонского во Фракии, завершившиеся покорением Одрисского царства и прилегающих территорий.

## Распад Одрисского царства
Царство одриссов после смерти Котиса I было охвачено смутами. Сыну и наследнику Котиса Керсеблепту пришлось вести борьбу с соперниками — Амадоком и Берисадом. В конечном счёте, они разделили владения: Берисаду досталась Западная Фракия (вероятно, от Стримона до Маронеи), Амадоку — Средняя (от Маронеи до Гебра), а Керсоблепту — Восточная (от Гебра до Херсонеса).
Во время династического кризиса в Македонии (359 до н. э.) фракийцы (по-видимому, Берисад) поддерживали одного из претендентов на трон — Павсания, но Филиппу II удалось подкупить Берисада, и тот казнил Павсания,.

## Первый поход во Фракию
Первый поход Филиппа во Фракию состоялся в 356 до н. э. В начале этого года Кетрипор, недавно унаследовавший от своего отца Западную Фракию, осадил Крениды — греческую колонию, выведенную в 360 до н. э. с Фасоса для разработки золотых и серебряных рудников Пангея. Этот район находился примерно в 60 км от захваченного Филиппом в прошлом году Амфиполя, и в 13 км к северу от Неаполя, независимого союзника Афин.
Жители Кренид обратились за помощью к Филиппу. Тот немедленно выступил в поход и разбил фракийцев, но тотчас оказался под ударом целой коалиции, образованной иллирийским царем Грабом, пеонским царем Липпем и Кетрипором. Афины также предложили помощь против Филиппа (вероятно, в соответствии с договором, который они в 357 до н. э. заключили с тремя фракийскими царями), но серьёзной поддержки оказать не смогли, будучи связаны Союзнической войной.
Полагают, что Филиппу удалось разбить противников по частям, прежде чем они сумели напасть на Македонию. Уже к концу лета 356 до н. э. Филипп разбил Кетрипора, а Парменион — Граба. Липпий также потерпел поражение и был вынужден стать союзником македонского царя.
После этого Филипп занялся освоением присоединённого региона. В Крениды, переименованные по такому случаю в Филиппы, было направлено большое число македонских колонистов, заболоченная равнина, на которой стоял город, была осушена и стала пригодной для земледелия. При этом основной задачей была разработка месторождений, и в результате рудники Пангея стали главным источником пополнения македонской казны. По словам Диодора, ежегодные поступления составляли около тысячи талантов, хотя до македонского завоевания доходы от них были небольшими.

## Походы 353—352 до н. э.
В ходе продолжавшейся войны с Афинами Филипп начал переговоры с сильнейшим из фракийских царей Керсоблептом, который хотя и был союзником афинян, но хотел уменьшить их влияние на фракийские дела, мешавшее его планам восстановления единства Одрисской державы. Позиции Афин на тот момент оказались сильнее, и они заставили Керсоблепта соблюдать союзный договор.
Тем не менее, по возвращении из победоносного похода в Фессалию, Филипп в конце 353 до н. э. совершил экспедицию на фракийское побережье, где с помощью недавно построенного флота захватил несколько греческих городов — союзников Афин, а также вновь попытался привлечь на свою сторону Керсоблепта.
Тот, однако, был очень ненадёжным союзником, и когда в 352 до н. э. появилась такая возможность, Филипп выступил против него. Коалиция, состоявшая из Перинфа, Византия и царя Средней Фракии Амадока, вела войну с Керсоблептом, и их войска осадили царя в крепости Гереон-Тейхос на берегу Пропонтиды. Они просили помощи Филиппа, и тот отправился в поход. Афиняне направили Керсоблепту на помощь отряд наёмников во главе со стратегом Харидемом (зятем и бывшим военачальником Керсоблепта), однако, их эскадра состояла всего из десяти кораблей и не смогла помешать македонянам.
В ноябре 352 до н. э. Гереон-Тейхос сдался, после чего был передан Филиппом Перинфу. В плен был захвачен сын Керсоблепта, которого увезли в Македонию как заложника.

## Поход 346 до н. э.
Во время переговоров с афинянами о заключении мира Филипп совершил новый поход на Керсоблепта, которого разгромил в конце апреля у Гереона и сделал своим данником, взяв в заложники его сыновей. В следующие два месяца царь захватил независимые прибрежные города и, раздвинув таким образом македонские границы на восток до Неста, в июле вернулся в свою столицу.

## Покорение Фракии
В 342 до н. э. Филипп решил, что с Керсоблептом, вновь усилившим давление на греческие полисы в районе Геллеспонта, следует покончить. Возможное вмешательство Персии в греческие дела также делало подчинение фракийского побережья до самых проливов делом чрезвычайной важности.
Примерно в июне 342 до н. э. царь выступил в поход. Диодор, единственный источник, сообщающий об этой кампании, пишет, что Филипп разбил фракийцев в нескольких сражениях, обложил их данью, в ключевых местах основал укреплённые города, после чего независимые греческие полисы «с радостью заключили союз с Филиппом».
Историки реконструируют эту кампанию следующим образом: скорее всего, сначала Филипп выступил к восточной границе на реке Нест, там захватил город Мастиру, после чего к западу от неё основал в долине Гебра Филиппополь (ныне Пловдив). На юге он занял Дориск, откуда, по-видимому, двинулся в пределы владений Тереса (царь Средней Фракии) и Керсоблепта, и захватил их. Затем через Кардию на перешейке Херсонеса Фракийского направился на северо-восток вдоль берега до района Перинфа и Византия, где захватил Гереон-Тейхос. Таким образом под контролем Македонии оказались фракийские земли и побережье до самого Боспора Фракийского (за исключением принадлежавшего афинянам Фракийского Херсонеса).
В конце 342 до н. э. Филипп направился на север против гетов, родственного фракийцам племени, занимавшего территорию между Гемом и Дунаем. Он заключил союз с правителем гетов Кофелаем, на дочери которого Меде женился. Этим он обезопасил северные границы своих новых владений.
Одрисское царство перестало существовать. Население этой огромной (по греческим меркам) страны было обложено десятиной, в стратегических пунктах, таких как основанные Филиппом Филиппополь и Берея (Стара-Загора) были поставлены гарнизоны и размещены колонисты. Управление отдельными областями осталось в руках местных династов, а для верховного руководства была учреждена должность стратега Фракии.

## Походы 340 до н. э.
Весной 340 до н. э., отправляясь осаждать Перинф, Филипп оставил регентом Македонии своего 16-летнего наследника Александра, приставив к нему в качестве советников Антипатра и Пармениона. Вскоре одно из племен пеонов — меды — жившее в верховьях Стримона, подняло восстание против македонян. Александр выступил в поход на север и подавил мятеж, одержав таким образом свою первую победу. После этого он основал на землях медов город, который назвал Александрополем, и поселил там македонян, греков и фракийцев.
Затем Антипатр и Парменион покорили ещё три фракийских племени — тетрахоритов (бессов), живших на реке Гебр, данфелетов, обитавших у истоков Стримона, и мелинофагов на побережье Чёрного моря, к северу от Византия. Эти походы раздвинули границы Македонии на территорию Фракии от верховьев Стримона и Гебра до Чёрного моря.